# Simone Schreiner
Pour les articles homonymes, voir Schreiner.
Simone Schreiner est une karatéka allemande surtout connue pour avoir remporté l'épreuve de kata individuel féminin aux championnats d'Europe de karaté 1991 organisés à Hanovre.

## Résultats
| Résultat           | Date         | Épreuve                   | Catégorie | Compétition                | Ville hôte                |
| ------------------ | ------------ | ------------------------- | --------- | -------------------------- | ------------------------- |
| Médaille d'argent  | 1989         | Kata individuel           | Seniors   | Championnats d'Europe 1989 | Titograd, en Yougoslavie  |
| Médaille de bronze | Juillet 1989 | Kata individuel           | Seniors   | Jeux mondiaux 1989         | Karlsruhe, en Allemagne   |
| Médaille de bronze | Juillet 1989 | Kumite individuel + 60 kg | Seniors   | Jeux mondiaux 1989         | Karlsruhe, en Allemagne   |
| Médaille d'or      | 1991         | Kata individuel           | Seniors   | Championnats d'Europe 1991 | Hanovre, en Allemagne     |
| Médaille d'argent  | 1992         | Kata individuel           | Seniors   | Championnats d'Europe 1992 | Bois-le-Duc, aux Pays-Bas |
| Médaille d'argent  | 1993         | Kata individuel           | Seniors   | Jeux mondiaux 1993         | La Haye, aux Pays-Bas     |